# Costa Rica en los Juegos Paralímpicos de Atenas 2004
Costa Rica estuvo representada en los Juegos Paralímpicos de Atenas 2004 por un deportista masculino que compitió en natación adaptada. El equipo paralímpico costarricense no obtuvo ninguna medalla en estos Juegos.